# Dimityr Popow (piłkarz)
Dimityr Popow (ur. 27 lutego 1970 roku w Sofii) – bułgarski piłkarz, grający na pozycji bramkarza.
Piłkarską karierę zaczynał w Lewskim Sofia, ale o miejsce w pierwszym składzie musiał rywalizować ze swoim rówieśnikiem Zdrawko Zdrawkowem, a później także z Płamenem Nikołowem. W 1992 roku przeszedł do Botewu Płowdiw, w którym odzyskał wysoką formę. Dwa sezony później został zawodnikiem CSKA Sofia, gdzie jednak szybko trafił na ławkę rezerwowych. Mimo iż w rozgrywkach 1995–1996 nie rozegrał w barwach CSKA ani jednego spotkania w lidze, został powołany do reprezentacji Bułgarii na Euro 1996. Po zakończeniu tego turnieju, na którym był zmiennikiem Borisława Michajłowa, występował jeszcze w Lokomotiwie Sofia oraz Spartaku Warna, gdzie w 1999 roku z powodu kontuzji przedwcześnie zakończył piłkarską karierę.

## Sukcesy piłkarskie
- Puchar Bułgarii 1991 i 1992 z Lewskim Sofia
- finał Pucharu Bułgarii 1993 oraz III miejsce w lidze 1993 i 1994 z Botewem Płowdiw

W reprezentacji Bułgarii od 18 lutego 1993 (0:1 z ZEA) do 28 maja 1996 (3:0 z Macedonią) rozegrał 10 meczów - udział w Euro 1996 (runda grupowa, jako rezerwowy).